# Cursă tip dirt track
Cursa tip dirt track (engleză: dirt track racing) reprezintă un tip de cursă auto-moto desfașurată pe o pistă ovală.